# Goede tijden, zomer tijden
Goede tijden, zomer tijden is een Nederlands televisieprogramma waarin door gasten gepraat werd over de RTL 4-soap Goede tijden, slechte tijden. Het praatprogramma werd gepresenteerd door Froukje de Both en was te zien op streamingdienst Videoland en op de sociale kanalen van RTL Boulevard.

## Format
Voor de zomerstop van 2020 kwamen de makers van de soap Goede tijden, slechte tijden op het idee om tijdens de zomerstop met dit nieuwe format te komen. Elke vrijdag komt een aflevering online op Videoland en op de sociale kanalen van RTL Boulevard. In elke aflevering ontvangt presentatrice Froukje de Both twee gasten. Een acteur of actrice die in de huidige versie van de soap nog te zien is en een acteur of actrice die vroeger in Goede tijden, slechte tijden gespeeld heeft.
Tijdens de afleveringen praten de gasten over hoe ze hun tijd hebben beleefd in de soap, waarom ze zijn weg gegaan en of ze het ooit zien zitten om terug te keren of om juist uit de soap te vertrekken. Tevens maken de huidige castleden kleine dingen bekend die de kijkers in het aankomende seizoen kunnen verwachten. Zo las actrice Marly van der Velden (speelt Nina Sanders) een scene uit het nieuwe script voor.
Elke aflevering sluit af met het onderdeel Daily Talk waarin de gasten het met de presentatrice hebben met wat ze nu precies in hun dagelijkse leven doen.
Het programma is opgenomen tijdens de coronapandemie. Hierdoor zit er extra veel ruimte tussen de presentatrice en de gasten.

## Afleveringen
Hieronder is een overzicht met de afleveringen en de gasten met aangegeven welke rol ze vertolken / vertolkte.
| afl. | uitzenddatum     | gasten                                                                 |
| ---- | ---------------- | ---------------------------------------------------------------------- |
| 1    | 5 juni 2020      | Marly van der Velden (Nina Sanders) Inge Ipenburg (Martine Hafkamp)    |
| 2    | 12 juni 2020     | Dorian Bindels (Daan Stern) Jim Geduld (Arthur Peters)                 |
| 3    | 19 juni 2020     | Ferry Doedens (Lucas Sanders) Fajah Lourens (Yasmin Fuentes)           |
| 4    | 26 juni 2020     | Erik de Vogel (Ludo Sanders) Tanja Jess (Bowien Galema)                |
| 5    | 3 juli 2020      | Everon Jackson Hooi (Bing Mauricius) Bartho Braat (Jef Alberts)        |
| 6    | 10 juli 2020     | Jette van der Meij (Laura Selmhorst) Ruud Feltkamp (Noud Alberts)      |
| 7    | 17 juli 2020     | Brûni Heinke (Helen Helmink) Johnny Kraaijkamp jr. (Henk Visser)       |
| 8    | 24 juli 2020     | Lieke van Lexmond (Charlie Fischer) Vincent Visser (Valentijn Sanders) |
| 9    | 31 juli 2020     | Ferri Somogyi (Rik de Jong) Robin Martens (Rikki de Jong)              |
| 10   | 7 augustus 2020  | Bertrie Wierenga (Shanti Vening) Bas Muijs (Stefano Sanders)           |
| 11   | 14 augustus 2020 | Caroline De Bruijn (Janine Elschot) Guido Spek (Sjoerd Bouwhuis)       |
| 12   | 21 augustus 2020 | Babette van Veen (Linda Dekker) Casper van Bohemen (Frits van Houten)  |
| 13   | 28 augustus 2020 | Cas Jansen (Julian Verduyn) Victoria Koblenko (Isabella Kortenaer)     |